# Kirschsiepen (Hückeswagen)
Kirschsiepen ist eine Hofschaft in Hückeswagen im Oberbergischen Kreis im Regierungsbezirk Köln in Nordrhein-Westfalen (Deutschland).

## Lage und Beschreibung
Kirschsiepen liegt im nordöstlichen Hückeswagen unmittelbar an der Stadtgrenze zu Radevormwald im oberen Wiebachtal.
Nachbarorte sind Marke, Hagelsiepen, Niederhagelsiepen, Oberbeck, Radevormwald-Dieplingsberg, Radevormwald-Ispingrade, Radevormwald-Kaffeekanne und Radevormwald-Kattenbusch. Die Hofschaft ist über eine kleine Verbindungsstraße zwischen dem Radevormwalder Zentrum und Herweg erreichbar, die auch Hagelsiepen, Niederhagelsiepen und Kaffekanne anbindet.
Der gleichnamige Bach Kirschsiepen fließt an der Hofschaft vorbei, bevor er im nahen Wiebach mündet.

## Geschichte
1532 wurde der Ort das erste Mal urkundlich erwähnt. Ein Peter und 5 weitere Einwohner im Keirschsypen werden in einer Einwohnerliste genannt. Die Schreibweise der Erstnennung war Keirschsypen. Die Karte Topographia Ducatus Montani aus dem Jahre 1715 zeigt den Hof als Kirssiepen. Im 18. Jahrhundert gehörte der Ort zum bergischen Amt Bornefeld-Hückeswagen.
1815/16 lebten 17 Einwohner im Ort. 1832 gehörte Kirschsiepen der Herdingsfelder Honschaft an, die ein Teil der Hückeswagener Außenbürgerschaft innerhalb der Bürgermeisterei Hückeswagen war. Der laut der Statistik und Topographie des Regierungsbezirks Düsseldorf als Weiler kategorisierte Ort besaß zu dieser Zeit zwei Wohnhäuser und drei landwirtschaftliche Gebäude. Zu dieser Zeit lebten 20 Einwohner im Ort, davon sieben katholischen und 13 evangelischen Glaubens.
Im Gemeindelexikon für die Provinz Rheinland werden 1885 zwei Wohnhäuser mit 17 Einwohnern angegeben. Der Ort gehörte zu dieser Zeit zur Landgemeinde Neuhückeswagen innerhalb des Kreises Lennep. 1895 besitzt der Ort drei Wohnhäuser mit 17 Einwohnern, 1905 zwei Wohnhäuser und 15 Einwohner.

## Sehenswürdigkeiten
Südlich von Kirschsiepen befinden sich Reste der Hückeswagener Landwehrlinie. Kirschsiepen lag an dem Teilabschnitt Hückeswagen–Radevormwald einer bedeutenden mittelalterlichen Heer-, Handels- und Pilgerstraße, heute die Anliegerstraße die Kirschsiepen anbindet. Beim Durchgang der Straße durch die Landwehr befand sich ein Schlagbaum.
Neben dem alten Hof befindet sich ein noch gut erhaltener Haferkasten von 1620.

## Wander- und Radwege
Folgende Wanderwege führen an dem Ort vorbei:
- Der Ortswanderweg ▲ vom Radevormwalder Zentrum nach Purd